# Поездка Скирнира
«Поездка Скирнира» (исл. Skírnismál) — одна из поэм древнескандинавского «Королевского кодекса» (XIII век), входящая в состав «Старшей Эдды».

## Содержание

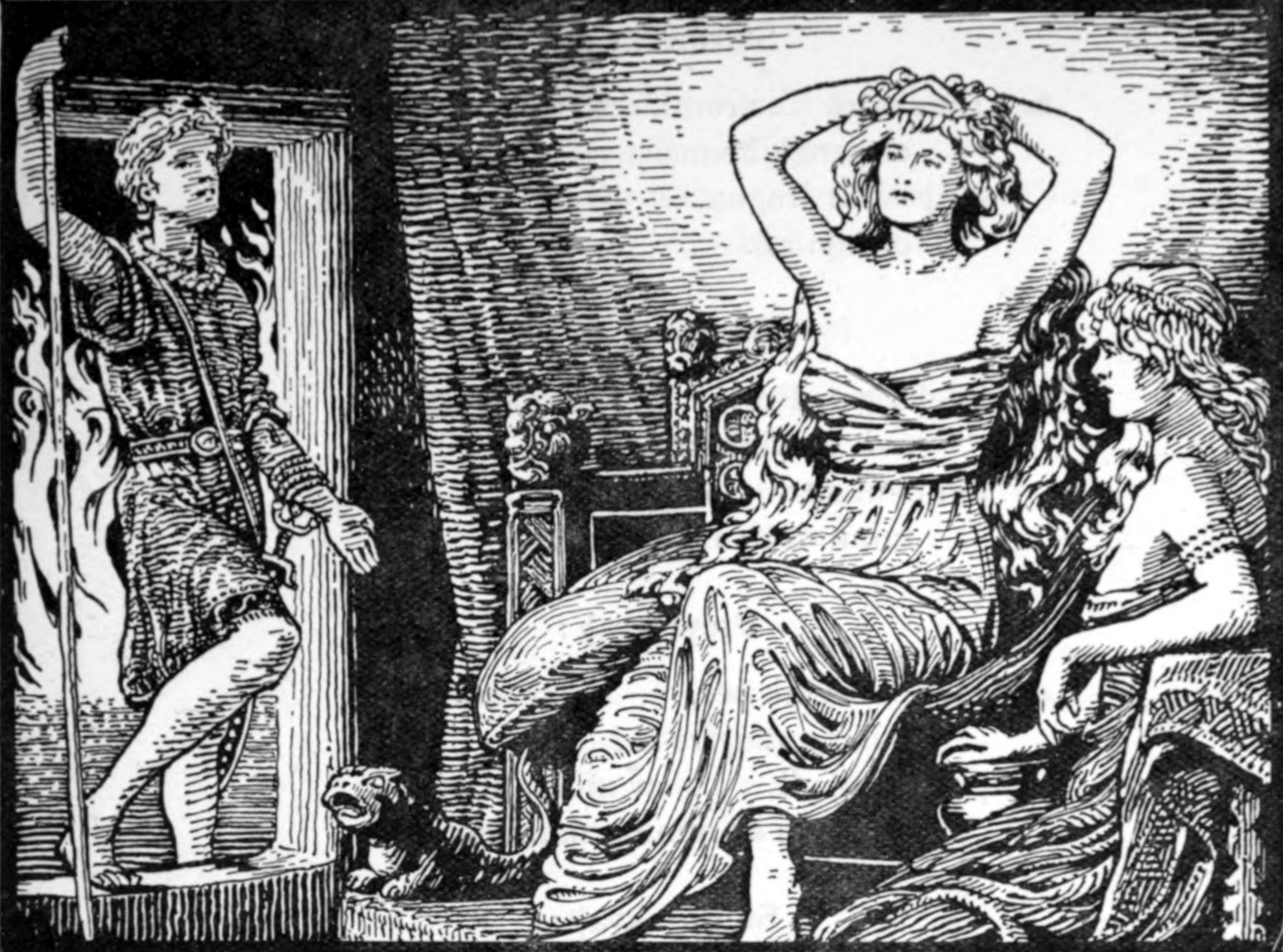
Уильям Коллингвуд. Скирнир приносит послание Герд (1908)

Ван Фрейр с высоты своего престола Хлидскьяльв замечает великаншу Герд, живущую в Ётунхейме, и влюбляется в неё. Его слуга Скирнир («сияющий») отправляется к Герд с сватовством. Он пытается подкупить великаншу одиннадцатью золотыми яблоками (возможно, молодильными) и чудесным кольцом, а получив отказ, грозит смертью и произносит проклятие: «Тролли напоят тебя под землёю козьей мочой». Тогда дева соглашается подарить Фрейру свою любовь в роще Барри через девять ночей.
Герд в древнегерманской мифологии — богиня замёрзшей земли. Считалось, что благодаря её браку с богом урожая Фрейром, повторяющемуся каждый год, земля начинает плодоносить. Соответственно есть предположения о связи «Поездки Скирнира» с культом плодородия: разные учёные видят в ней ритуальную песнь, исполнявшуюся во время весеннего праздника, или литературное произведение, основанное на воспоминаниях об этом культе. Заклятие, произнесённое Скирниром, могло бытовать в составе устной традиции. 
История Фрейра и Герд считается одним из старейших любовных сюжетов в европейской литературе.